# Nagia sacerdotis
Nagia sacerdotis är en fjärilsart som beskrevs av George Francis Hampson 1926. Nagia sacerdotis ingår i släktet Nagia och familjen nattflyn. Inga underarter finns listade i Catalogue of Life.